# Federico Lardi
Federico Lardi (* 27. Juli 1985 in Poschiavo) ist ein ehemaliger Schweizer Eishockeyspieler.

## Karriere
Federico Lardi begann seine Karriere als Eishockeyspieler in der Nachwuchsabteilung des HC Poschiavo, bevor er zur Nachwuchsabteilung des HC Davos wechselte, für dessen Profimannschaft er in der Saison 2003/04 sein Debüt in der Nationalliga A gab, wobei er in zwei Spielen punkt- und straflos blieb. Von 2005 bis 2010 lief der Verteidiger in der Nationalliga B für den HC Martigny, EHC Visp, Lausanne HC und HC Sierre auf. Gegen Ende der Saison 2009/10 lief er erstmals für die SCL Tigers in der Relegation der National League A auf, in der er drei Jahre lang für die Mannschaft als Stammspieler spielte. Im Mai 2013 unterzeichnete Lardi einen Zweijahresvertrag beim NLA-Aufsteiger Lausanne HC.
Nach vier Jahren beim Lausanne HC kehrte Lardi 2017 zu den SCL Tigers zurück und unterschrieb einen Vertrag, der bis April 2021 galt. Anschliessend beendete er seine aktive Karriere.

## Karrierestatistik
(Legende zur Spielerstatistik: Sp oder GP = absolvierte Spiele; T oder G = erzielte Tore; V oder A = erzielte Assists; Pkt oder Pts = erzielte Scorerpunkte; SM oder PIM = erhaltene Strafminuten; +/− = Plus/Minus-Bilanz; PP = erzielte Überzahltore; SH = erzielte Unterzahltore; GW = erzielte Siegtore; 1 Play-downs/Relegation; Kursiv: Statistik nicht vollständig)